# Xã Detour, Michigan
Xã Detour (tiếng Anh: Detour Township) là một xã thuộc quận Chippewa, tiểu bang Michigan, Hoa Kỳ. Năm 2010, dân số của xã này là 807 người.